# Australian Championships 1960
Die 48. Australian Championships waren ein Tennis-Rasenplatzturnier der Klasse Grand Slam, das von der ILTF veranstaltet wurde. Es fand vom 22. Januar bis 1. Februar 1960 in Brisbane, Australien statt.
Titelverteidiger im Einzel waren Alex Olmedo bei den Herren sowie Mary Carter Reitano bei den Damen. Im Herrendoppel waren Rod Laver und Bob Mark, im Damendoppel Renée Schuurman und Sandra Reynolds die Titelverteidiger. Im Mixed waren Sandra Reynolkds und Bob Mark die Titelverteidiger.

## Herreneinzel
| Nr. | Spieler      | Erreichte Runde |
| --- | ------------ | --------------- |
| 01. | Neale Fraser | Finale          |
| 02. | Roy Emerson  | Halbfinale      |
| 03. | Rod Laver    | Sieg            |
| 04. | Bob Mark     | Viertelfinale   |

| Nr. | Spieler         | Erreichte Runde |
| --- | --------------- | --------------- |
| 05. | Martin Mulligan | Viertelfinale   |
| 06. | Bob Hewitt      | Halbfinale      |
| 07. | Robert Howe     | 2. Runde        |
| 08. | Trevor Fancutt  | 2. Runde        |

## Dameneinzel
| Nr. | Spielerin        | Erreichte Runde |
| --- | ---------------- | --------------- |
| 01. | Maria Bueno      | Viertelfinale   |
| 02. | Christine Truman | Halbfinale      |
| 03. | Jan Lehane       | Finale          |
| 04. | Mary Reitano     | Halbfinale      |

| Nr. | Spielerin         | Erreichte Runde |
| --- | ----------------- | --------------- |
| 05. | Lorraine Robinson | Viertelfinale   |
| 06. | Beverley Rae      | Achtelfinale    |
| 07. | Margaret Smith    | Sieg            |
| 08. | Betty Holstein    | Achtelfinale    |

## Damendoppel
| Nr. | Paarung                          | Erreichte Runde |
| --- | -------------------------------- | --------------- |
| 01. | Maria Bueno Christine Truman     | Sieg            |
| 02. | Lorraine Robinson Margaret Smith | Finale          |
| 03. | Jan Lehane Mary Reitano          | Halbfinale      |
| 04. | Mary Hawton Fay Muller           | Halbfinale      |